# Papež Sikst V.
Papež Sikst V. (rojen kot Felice Piergentile da Montalto oziroma: Felice Peretti, pa tudi samo Montalto, OFM Conv), italijanski minorit, rimskokatoliški duhovnik, škof in kardinal, * 13. december 1521, Grottamare, † 27. avgust 1590 Rim (Papeška država, danes: Italija) 

Papež je bil med letoma 1585 in 1590. 

## Življenjepis

### Mladost in poreklo
Sikst V. – Felice di Peretti se je rodil v petek, 13. decembra 1521 ob 16.30 v vasici Grottammare, ki je takrat štela okrog 200 prebivalcev, v okraju Fermo, v Ankonski marki, kot četrti od sedmerih otrok. Na tistem mestu stoji danes cerkev sv. Lucije, ki jo je dal postaviti sam papež Sikst V; ker pa ga je smrt prehitela, jo je dokončala njegova sestra grofica Camilla, contessa di Celano e marchesa di Nomento 1594, za kar jer porabila 25.000 skudov. Starša sta bila revnega stanu: oče Francesco Piergentile di Giacomo, imenovan Peretto iz Montalta je bil vrtnar-najemnik, mati pa bila Mariana di Frontillo iz Camerina, okraj Pievebovigliana. 

Sikst je ostal tudi kot papež zelo navezan na svoj “Piceno” in na “Marko” na splošno, zlasti pa mu morajo zahvaliti za podporo Loreto, Fermo, Macerata, Moltalto in Grottammare.   
Perettijeva družina je prišla iz Picena, ki je takrat spadal v Papeško državo. Po drugih virih je njegov oče prišel iz bližnje vasi Montalta – in so Siksta zato pozneje imenovali kar kardinal Montalto. Po tretjih virih je bil slovanskega porekla.   Sava Nakićenović meni, da je izhajal iz družine Svilanović iz Kruševic v Boki Kotorski. Podmeno, da njegova rodovina izhaja iz Kruševice, podpira dejstvo, da je papež uporabljal tri hruške za svoj grb; ime Kruševice po nekaterih izhaja iz kruška (hruška).  V skladu s to teorijo bi moglo biti Peretti italijanski prevod slovanskega priimka, saj beseda Peretti tudi izhaja iz italijanske besede pera, tj. hruška.

Po letopisu barskega nadškofa in letopisca Andrija Zmajevića (1624-1694) izhaja njegov oče Piero Gentile iz Kruševic pri Bijeli   in sicer se je rodil v družini Šišić in ne Svilanović. Kot otrok je služil v rimsko-katoliškem samostanu v Kotorju. Nato je v Italijo odpotoval z nekim fratrom in se nastanil v Ankoni; tam se je oženil z Marijano di Frontillo. 
»Ko sem kopal po tajnem vatikanskem arhivu, sem našel listine, ki dokazujejo, da je papež Sikst V. bil Hrvat,« je dejal književnik Golub.  Dodal je, kako je njegov oče s hrvaške obale Jadrana odšel v Italijo. Sikstov slovanski duh se je občutil tudi pri osnivanju zavoda sv. Hieronima, čigar član je mogel postati le tisti, ki zna ilirsko  ter tisti, ki je bil ilirskega porekla.  

Tako beseda »slovinski, ilirski«, ki so ju najbolj pogosto uporabljali takrat – še ne pomeni obenem tudi »slovenski, hrvaški, srbski ali črnogorski«, saj tako jasno razlikovanje takrat še ni obstajalo niti v narodnostnem niti v verskem oziru; s tema besedama so označevali tistihmal na Zahodu bolj ali manj južne Slovane. V tem pomenu lahko razumemo, zakaj si ga lastijo ne le Hrvatje in Srbi, ampak tudi Črnogorci.   Poleg številnih člankov o njegovem hrvaškem poreklu beremo lahko tudi, da je "bil Srb na čelu katoliške Cerkve. Papež Sikst V. izhaja iz vasi Bjelske Kruševice, sredi Boke Kotorske. Poreklo vodi od Papića ali Šašića." 

Slovansko poreklo njegovega očeta potrjuje tudi Katoliška enciklopedija iz 1912, ki pravi: »Pripadal je dalmatinski družini, ki je sredi prejšnjega (tj. 15. stoletja)  pribežala v Italijo pred Turki, ki so razdejali Ilirijo in poskušali vdreti v Dalmacijo. Njegov oče je bil vrtnar in pravijo, da je Felice kot deček bil svinjski pastir. Pri devetih letih je prišel v minoritski samostan Montalto, kjer je bil brat njegov stric, fra Salvatore Ricci. Tam je postal novinec pri dvanajstih letih. 

#### Montalto
Že kot kardinal je Peretti počastil svojo »ljubo rodno grudo« Montalto z odprtjem šole in drugimi darilnicami, toda njegova pozornost je narasla, ko je postal papež 1585. Temu kraju je namenil zadosti denarja in pravico, da si voli oblastnike (podestà); dovolil je prosto trgovino ter izvzetje od pristojbin. 1586 je šel tako daleč, da je daroval predragocen relikviarij, delo izredno izurjenega zlatarja iz Pariške šole, ki ga sedaj hranijo v krajevnem muzeju. Ko je povzdignil Montalto v stan mesta in škofije, mu je podelil predpravico, da je postalo mesto sodno in upravno središče presidiata, ki je moglo samostojno kovati denar. 

### Cerkvene službe
- 1541: diakon
- 1547: duhovnik
- 22. julij 1548: vrhovni predstojnik minoritov mu podeli naslov magister (maestro) ;
- 1548-1551: prefekt frančiškanske univerze v Fermu;
- 1551-1553: ravnatelj frančiškanskega samostana v Sieni;
- 1553-1556: ravnatelj frančiškanskega samostana pri San Lorenzo v Neaplju;
- Julija 1556: ravnatelj frančiškanskega samostana pri Frari v Benetkah;
- 1556: član komisije za prenovo Rimske kurije;
- 17. januarja 1557-1560: inkvizitor za mesto Benetke;
- 1560-1585: član rimske inkvizicije in bogoslovni svetovalec v Rimski kuriji;
- 1561-1566: frančiškanski prokurator;
- 1565: izredni član španske inkvizicije;
- 1566-1585: vrhovni tajnik frančiškanov;
- 15. novembra 1566 - 17. decembra 1571: škof pri Sant'Agata dei Goti;
- spovednik papeža Pija V.;
- 17. maja 1570: postane kardinal-duhovnik; 9. junija 1570 prevzame kardinalski naslov pri San Girolamo degli Schiavoni;
- 17. december 1571 – 14. avgust 1577: škof v Fermu.
- 24. aprila 1585: izvoljen za papeža.

## Papež
24. aprila 1585 je bil v konklavu izvoljen za papeža; 1. maja istega leta je bil ustoličen in kronan.

Filip II.  je poslal mladega kastiljskega vrhovnega poveljnika v Rim, da bi čestital Sikstu V. za njegovo povišanje v papeštvo; papež, ki ni bil zadovoljen s tem, da je bil odposlanec tako mlad, si ni mogel kaj, a da ne bi rekel: »No, kaj tvojemu gospodarju manjka moških, da mi pošlje odposlanca brez brade?« Ponosni Španec pa mu ni ostal dolžan: »Če bi moj vladar mislil, da obstajajo zasluge v bradi, potem bi Vaši svetosti poslal kozla in ne gospoda.« 

### Cerkvena obnova
Sikst V. je bil izredna, genialna osebnost, ki je združevala strogo cerkveno usmerjenost Pija V. in državniško modrost Pavla III. Najprej je z močno roko vzpostavil red v cerkveni državi in saniral njene finance. Cerkveno prenovo je nadaljeval v duhu svojih dveh predhodnikov po smernicah tridentinskega koncila. Njegov poglavitni prispevek pri tem je bila korenita prenova osrednjega vodstva Cerkve, ki je ostala v veljavi več stoletij. Leta 1588 je ustanovil 15 stalnih kongregacij kardinalov ter jim natančno določil območje njihovih pristojnosti in dela; devet kongregacij naj bi se redno ukvarjalo s posameznimi vprašanji duhovnega poslanstva Cerkve, šest pa s tekočimi svetnimi vprašanji, ki so povezana z dejavnostjo Cerkve. Ta ureditev, ki je ostala v veljavi do Pija X., se je izkazala kot izredno pomembna za prenovo Cerkve. Že dve leti pred tem je določil, naj bo kardinalov največ 70: 6 kardinalov-škofov, 50 kardinalov- duhovnikov in 14 kardinalov-diakonov. Pred tem časom se je število kardinalov spreminjalo; večkrat je kardinalski zbor zahteval od bodočega papeža, da ne sme njihovo število preseči določene meje, ki je bila prej veliko nižja. To število kardinalov je presegel šele Janez XXIII. leta 1958. Sikst V. je tudi določil, da morajo škofje vsakih nekaj let obiskati Rim, priti ad limina apostolorum, na obisk h grobovom apostolov Petra in Pavla, tj. k papežu, ter podati poročilo o verskem stanju v svojih škofijah. Ti obiski so vzpostavili tesnejšo povezanost med krajevnimi Cerkvami in njihovim osrednjim vodstvom, obenem pa so okrepili osrednjo vlogo papeštva v Cerkvi, ter so ostali v veljavi vse do danes. 

### NovaVulgata
Manj uspešen je bil Sikst V. pri preureditvi svetopisemskega besedila. Tridentinski koncil je naročil, naj posebna komisija prečisti latinski prevod sv. Hieronima. Papež z delom komisije ni bil zadovoljen: odslovil je njenega predsednika in vzel delo v svoje roke; po tiskanju pa je mrgolelo tiskarskih napak, ki jih je tudi skozi več mesecev sam popravljal. Kmalu po njegovi smrti so njegovo nestrokovno izdajo svetega pisma vzeli iz obtoka in napravili novo, Klemenovo. 

### Obračun z razbojniškimi tolpami in razcvet gospodarstva
Sikst V. si je izvolil za geslo psalmistove besede: »Moj Bog, že od rojstva si ti moj varuh!«  Njegov prednik Gregor XIII. je umrl 10. aprila 1585 vzdihujoč zaradi nadloge razbojniških tolp, pred katerimi nihče ni bil več varen niti podnevi niti v Rimu: »Vstani Gospod in usmili se Siona!« 

Novo izvoljeni papež Sikst se je najprej povezal s sosednjimi državami, da bi družno odpravili že vsakdanje razbojništvo, ki je postajalo vedno surovejše. Število razbojnikov v Rimu in okolici v tem času ocenjujejo na od 12 do 27 tisočev; v manj ko dveh letih je Papeška država postala najbolj varna evropska dežela. Zoper to nadlogo se je zagnal s tako silo, da je baje včasih okoli Angelskega gradu bio nataknjenih več razbojniških glav kot je bilo melon na tržnici. 

Ob njegovem nastopu je bila varnost v Rimu in okolici - kakor že pod njegovimi predniki - popolnoma spodkopana; zato je papež razglasil, da bo izkoreninil razbojnike in hudodelce; če pa proti njim ne bo zadosti močan, se zaveda, da mu bo Bog poslal v pomoč angelske legije. Pri roki mu je bila postava, ki jo je neusmiljeno uporabljal. Uporabil je tudi razbojnike-skesance, ki jim je odpustil kazen, če so ovadili svoje tovariše. Na dan kronanja so ulovili štiri mlade oborožene razbojnike in jih obsodili na smrt. Iz spoštovanja do veselega dogodka so prosili za milost. Sikst je odgovoril: »Dokler bom živel, bodo hudodelci morali umreti!« in vse štiri so obesili na ene vislice. 

Srenjam in gosposki je naročal, naj očistijo svoje meje od razbojnikov; če bodo pa komurkoli rokomavhi povzročili škodo, bo morala povrniti občina ali gospodar, poleg tega pa vplačati še enako vsoto v zakladnico. Ob pozdravni besedi je rimskim konzervatorjem (=žandarjem) odgovoril: »Če boste spolnejvali svoje dolžnosti, lahko računate na mojo podporo; če jih boste zanemarili, vas bom dal obglaviti.« Kakor hitro se je to razvedelo, je nastal tak preplah, da se je v petih dneh povrnil red. Rokovnjača Guercina, »kralja Kampanje«, so ujeli, obglavili in njegovo glavo z zlato krono izobesili na Angelskem gradu. Grofa Pepolije, ker je prijateljeval z razbojniki in nudil enemu njihovemu voditelju v svojem gradu zatočišče, so umorili, čeprav je zanj posredoval ferrarski knez in estijski škrlatnik. Prosluli Malatesta je pobegnil iz Rima na področje Toskane in od tam ropal Papeško državo. Sikst je zagrozil toskanskemu knezu Francescu z vojsko, če ne bo izročil poglavarja razbojnikov, kar se je tudi končalo z njegovim obglavljenjem. Grofa Braschija, ki je pred 40 leti umoril svojega očeta, je postavil pred sodišče. Papež se je v tretjem letu vladavine že lahko pohvalil, da sta povsod po Rimu in Papeški državi zavladala red in mir. 

Papež je imel navado reči, da je za dobro vladavino potrebna strogost in zbiranje zakladov. Prek tega je omogočil blaginjo podložnikov. V ta namen je osušil terracinska močvirja; v razbojniškem obdobju opuščena volnarska in svilarska obrt sta zopet zacveteli; beneškim trgovcem je podelil veliko ugodnosti; oderuhom je stopil na prste, judom pa je podelil več svobode in jih je prepovedal zasmehovati. Zapovedal je, da morajo dolžniki do določenega dne plačati vse dolgove, upniki pa odpisati oderuške obresti: to se je res zgodilo, ker so se upniki in dolžniki ustrašili zagroženih kazni. Podpiral je tudi hranilnice in posojilnice (Montes pietatis), prek katerih je nagrmadil v treh letih tri milijone zlatnikov in poldrugi milijon srebrnikov blagajniški skrinji v Angelskem gradu. 

### Obnovitelj in graditelj
Sikst V. je temeljito posegel v videz večnega mesta in mu vtisnil današnji pečat. Štiri stoletja pozneje je Sikstov pečat na Rimu še vedno očiten. Varčno je zbiral zaklade - pa jih tudi velikodušno trošil. On je dokončal stolnico sv. Petra s tem, da je nanjo postavil kupolo; zgradil je Vatikan in Vatikansko knjižnico, kakor tudi preuredil Lateransko palačo. 

On je izvedel nov cestni načrt za Rim, s tem da je poprečno prerezal glavne ceste skozi gosto naseljeno srednjeveško središče, in tako medsebojno povezal večje romarske cerkve, kar je ostalo do današnjega dne. Ponovno je usposobil rimske vodovode in vodotoke ter obdaril mesto z vodometi, reke pa povezal z mostovi, od katerih eden še danes nosi njegovo ime. Posledica je bila izboljšanje življenjskega stamdarda, spodbujanje rasti in vdihavanje novega mestnega življenja. Znova je uveljavil moč papeža in veličstnost Rima v spopadu z reformacijo. 

Na dovršeno in neprecenljivo stebrišče, ki so ga v antičnem Rimu postavili kot pozdrav cesarju Trajanu blizu Foruma, je vključil postavitev sv. Petra na vrh 4. decembra 1587. Naslednjega leta je postavil kip svetega Pavla na stebrišče Marka Avrelija - tako je hotel pokristjaniti poganski Rim. Vzdolž glavnih poti je Sikst postavil visoke obeliske kot svetilnike romarjem na ključnih znamenitostih, kot sta sv. Peter in Lateran. Njegova je tudi Sikstova kapela v Santa Maria Maggiore, ki ostaja eden najpomembnejših zgodnjih primerkov baroka. 

Skozi deset stoletij, vse do 1303, ko se je začelo Avignonsko izgnanstvo s sedežem v Avignonu, do papeži živeli na vrhu brega Lateranske palače blizu Lateranske stolnice. Kakor največji del mesta, je bil tudi Lateran razvalina, ko je Sikst postal papež. On ga je podrl in zopet zgradil kot del enega od najbolj vratolomnih stavbenih načrtov vse od Cezarjevih časov. Sikst je umrl, preden se je mogel preseliti v Lateran; stanovanja pa so bila vendarle dokončana in bogato obložena z dragocenim marmorjem. Vzdržala so stoletja, dokler jih ni obnovil sedemdesetih let 20. stoletja Pavel VI. 

Sikst je dokončal stolnico sv. Petra; Sikstovo ložo v Lateranu; kapelo jaslic pri Mariji Snežni; dodatna popravila Kvirinala, Laterana in Vatikanske palače; postavitev štirih obeliskov, vključno s tistim na Trgu sv. Petra (trije so izvirno egiptovski); odprtje šestih cest; obnovitev Severjevega vodovoda (Acqua Felice); poleg številnih cest in mostov; poskus izsuševanja Pontinskega barja, ki je doživelo dokončno izsušitev šele 1930. Spodbujal je tudi poljedelstvo in rokodelstvo. Vendar pa Sikst ni cenil starožitnosti: Trajanov in Pijev steber sta postala podstavka za kipa sv. Petra in Pavla; Kapitolsko Minervo je spremenil v Krščanski Rim; Severov Septizodium je podrl za gradbeni material. 
Ko je kardinal Montalto zasedel Petrovo stolico z imenom Sikst V., je zaupal Fontanu, ki mu je bil stvarno desna roka, uresničenje načrtov, ki jih je imel na umu. Tako je postal nosilec enega največjih stavbenih prevratov, kar jih je doživelo rimsko mesto. On je načrtoval nove ceste in nova mestna naselja, napravil vodovod Felice, popolnoma preuredil stavbo in okolico bazilike sv. Janeza Lateranskega, in zlasti, deloval na dokončanju bazilike sv. Petra, ter dokončal in postavil nanjo kupolo; uresničil je knjižnico in skrbel za prevoz velikanskega obeliska, ki so ga postavili sredi trga nasproti cerkvi, kjer se nahaja še danes. Ta podvig mnogi smatrajo za pravo tehnično čudo. 

### Sikst V. in Slovenci
Papež Sikst V. je potrdil nekatere nove univerze, med njimi 1586 graško, ki je postala pomembno izobraževalno središče tudi za številne slovenske študente. Določil je, naj kartuziji v Žičah in Jurkloštru iz svojih dohodkov vzdržujeta 24 bogoslovcev v Gradcu. Karlova bula z dne 1. januarja 1585, ki je bila objavljena zaradi težav s protestanti in jo je papež odobril šele 15. aprila 1586, potrjuje Univerzo v Gradcu, ki jo je ustanovil nadvojvoda Karel; šolsko leto se je tako začelo 1586. Tako je prejšnji jezuitski kolegij, ki je začel z delom 1578, bil povzdignjen v čast katoliške univerze. Jožef II. jo je – po zatrtju jezuitov, zopet ponižal v licej 1782.  

## Dela
- »Documenta Catholica Omnia« (v latinščini). Pridobljeno 6. decembra 2011.

### Bule in odloki
1. Romanum Pontifex s to bulo z dne 20. decembra 1585 – uvede kot strogo obveznost škofov – visitatio liminum (ad limina) – obisk škofov pri papežu vsakih pet let;
2. Potrdil je 1585 prvo javno šolo v perujski Limi, ki jo je osnoval jezuitski misijonar Atienza - Zavod sv. Martina;
3. Bula z dne 1. januarja 1586, ki je bila objavljena 15. aprila 1586, potrjuje Univerzo v Gradcu, ki jo je ustanovil nadvojvoda Karel [36]
4. Bula Coeli et terrae Creator z dne 5. januarja 1586 obsoja astrologijo in magijo ter pooblašča inkvizitorje za ukrepanje tudi v preprostejših rokohitrskih prevarah, če slabo vplivajo na ljudi, kot je na primer hipnoza[38]:
5. BulaChristiana pietas z dne 6. oktobra 1586 dovoljuje Judom naselitev v Papeški državi in s tem razveljavje bulo Pija V. iz 1569 Hebraeorum gens sola.[39]
6. Bula z dne 3. decembra 1586 Postquam verus ille določa število kardinalov na 70, kar je veljalo vse do leta 1958.
7. Bula iz leta 1586 potrjuje ustanovitev Univerze sv. Fulgencija v ekvadorskem glavnem mestu Quito;
8. Ustanavlja 1586 v Bologni Collegio Montalto za osnovno in srednješolsko vzgojo.
9. Dne 29. aprila 1587 je izdal motuproprij Provida Romani, s katerim je razveljavil ustanovo Splošnega cerkvenega arhiva v Rimu; škofom in redovnim predstojnikom je ukazal sestavo novega seznam vseh dobrin in listin, ki jih posedujejo.[40]
10. Bula z dne 4. junija 1587 jamči Di Gabrielu izključno trgovino (monopol) s svilo v Papeški državi za 60 let z ukazom posaditve murv na vsakem neizkoriščenem zemljišču;
11. Dne 11. februarja 1588 z bulo Immensa aeterni Dei ("Neizmerna modrost večnega Boga") preuredi Kurijo, ter uvede stalne rimske kongregacije kot posvetovalne papeške ustanove za 15 različnih področij.[41]
12. Bula z dne 28. februarja 1588 Triumphantis Hierusalem razglaša svetega Bonaventura za cerkvenega učitelja [42]
13. Bula Effrenatam z dne  29. oktobra 1588 izobčuje tiste, ki bi kakorkoli sodelovali pri izvršitvi splava, ki ga primerja s hudodelstvom umora človeka;
14. Bula iz leta 1589 Cum pro nostri temporali munere preureja papeški sikstinski cerkveni zbor, kamor je zopet povabil Palestrina;
15. Bula iz 1589 razpušča Ordine dei Cavalieri Gaudenti (Red veselih vitezov), meniško-vojaški red izpred treh stoletij;
16. Bula z dne 1. marca 1590 Aeternus ille ukazuje sprejem nove izdaje Vulgate, ki pa je imela toliko tiskovnih napak, da jih je več mesecev sam popravljal in je bila prava polomija; tako je sveto pismo pod Klemenom VIII. doživelo novo, strokovno in temeljito pregledano ter popravljeno izdajo. [43]
17. Bula iz leta 1590, s katero ukazuje papež vojvodu Antoninu Savedru izročitev sodišču vseh v področju Spoleta in Nursie nahajajočih se razbojnikov. [44]

## Smrt in spomin

### Smrt
Napetosti med Španijo in Francijo so papeža hudo vznemirjale. Naklonjen je postajal doslej hugenotskemu Henriku, ki se je želel poučiti o katoliški veri in mu je zato bil pripravljen pomagati priti na francoski prestol. Ti hudi duševni pretresi in notranji boji so tako delovali na starega papeža, da je začel slabeti; mučila ga je vročina; ni pa hotel poslušati zdravnikovih navodil, ampak se je po eni strani zdravil po narodnem običaju z močnim vinom, po drugi strani pa se je še bolj utrujal s tem, da je stalno prisostvoval vsem sejam kongregacije, ki se je ukvarjala z zapletenimi francoskimi zadevami. 

Nobena stvar ni mogla zlomiti njegove silne energije, razen komarja, ki mu je prinesel mrzlico. Ni se držal zdravnikovih predpisov, ampak se je hotel zdraviti z vinom po ljudskem zdravilstvu. Bolezen je napredovala in malarija ga je sredi avgusta 1590 vrgla v posteljo; pogosto je bledel. 26. avgusta je ponoči besnel strašen vihar nad Rimom; papeža so zvijali krči in še iste noči je na Kvirinalu proti jutru dal svojo dušo njenemu stvarniku. Njegovi sovražniki so razširili govorico, da je vihar pomenil papežev boj s hudičem in praznoverno ljudstvo je to verjelo; zategadelj je hotelo razdreti njegov marmornati spomenik. Ker se je ta prismodarija ponovila že tolikokrat, je senat odločil, da odslej ne bo nikomur več postalvljal spomenika za življenja.  
Sikst V. je umrl 27. avgusta 1590 v Rimu za mrzlico, čeprav si je prav on v življenju veliko prizadeval pri izsuševanju močvirij okoli Rima, kjer so imeli zatočišče njeni povzročitelji – komarji iz rodu Anopheles. 

Najprej so ga pokopali v Baziliki sv. Petra, ki jo je on dokončal; nato pa so njegove ostanke prenesli v Baziliko Marije Snežne, kjer ima veličastno grobnico.

### Tri hruške
Papež Sikst V. je imel v svojem grbu tudi tri zlate hruške. V zvezi s tem pravi legenda, da so v njegovem grobu ob pogrebu zasijale tri zlate hruške. Zanimivo pričevanje o njegovem življenju in vladavini daje baročni književni mojster in barski nadškof Zmajevič  v svojem znamenitem delu Cerkveni letopis, kjer pravi o njem: 
| Srbohrvaško besedilo Љетопис црковни | Slovenski prevod Cerkveni letopis |
| --- | --- |
| Папа Сиксто V потиче "од oцa из Крушевица, села у Боци од Котора, недалеко од Пераста, нашега мјеста, гдје и данашњи дан Папића кућа зове се, отуда у њој људи њему прилични..." "Свилановић је прво био редовник С. Франческа, потом кардинал да би у 65-ој годинн живота постао папа. Цркву Светога Јеролима у Риму свому народу словинскому племенито изнова огради и нареши. Велике дарове приказа поклисаром од Јапона, краљевства у Индијах источнијех, који бјеху Грегорију XIII пришли поклонитн се." | Papež Sikst V. izhaja od očeta iz Kruševic, vasi v Boki Kotorski, nedaleč od Perasta, našega kraja, kjer še dandanašnji pravijo hiši pri Papiču (=pri Papežku); od tod izhaja, da so tamkajšnji ljudje njemu podobni. Svilanovič je bil najprej redovnik svetega Frančiška, nato kardinal, da bi v 65. letu življenja postal papež. Cerkev Svetega Hieronima v Rimu je znova zgradil in okrasil svojemu plemenitemu slovinskemu narodu. Velika darila je poklonil odposlancem iz Japonskega, kraljestva v vzhodnih Indijah, ki so se prišli poklonit Gregorju XIII. |

### Zbadljivka
Paskvin si je svojeglavega papeža temeljito privoščil in je o njem pustil v obtok pikro zabavljico:
| Papa Sisto (staro-italijanski izvirnik) | Pope Sixtus (angleški prevod) | Papež Sikst (slovenski prevod) |
| --- | --- | --- |
| Fra ttutti quelli c'hanno avuto er posto De vicarj de Dio, nun z'è mai visto Un papa rugantino, un papa tosto, Un papa matto, uguale a Papa Sisto. E nun zolo è da dě che dassi er pisto A chïunqu'omo che j'annava accosto, Ma nun la perdoná neppur'a Cristo, E nemmanco lo roppe d'anniscosto. Aringrazziam'Iddio c'adesso er guasto Nun po' ssuccede ppiú che vienghi un fusto D'arimette la chiesa in quel'incrasto. Perché nun ce po' esse tanto presto Un antro papa che je piji er gusto De mettese pe nnome Sisto Sesto. | Among all those who held the charge Of God's vicar, a quarrelsome, tough, crazy pope such as Pope Sixtus Had never been seen before. He did not only subdue Whoever happened to be close to him, But even refused to forgive Christ, Nor did he break his statue stealthily. Thank God, the calamity that a man may come And bring back the Church in a similar state Can no longer happen. Because not too soon Another pope may have the whim Of naming himself Sixtus the Sixth. | Med vsemi tistimi, ki so nosili breme Božjega namestnika, nikoli ni bilo videti papeža, ki bi bil tako prepirljiv, nepopustljiv in prismojen, kot je bil papež Sikst. On si ni samo podrejal Vseh tistih, ki so mu bili podložni. Celo ni hotel odpustiti niti Kristusu, Ampak je hladnokrvno razcepil njegov kip. Hvala Bogu! Taka polomija, da bi prišel tak človek, in pripeljal Cerkev v podobne razmere, se ne bo kmalu ponovila. Ne bo namreč kmalu prišel papež, ki bi bil tako zelo muhast, da bi se imenoval Sikst Šesti. |

### »Ni hotel odpustiti niti Kristusu«
Ena od tolikerih anekdot o Sikstu V. pravi: 

Po Rimu se je razširila novica, da ima v cerkvi zunaj obzidja neki župnik razpelo, iz katerega čudežno kaplje prava kri. Ko je za dejstvo zvedel papež Sikst, se je osebno napotil na kraj, da bi se prepričal, za kaj gre. Ko je zagledal izdelek, je zapovedal, naj mu prinesejo sekiro, nakar je dejal: 

»Kot Boga te molim, kot les te sekam!« - in je s prvim udarcem razsekal razpelo na dvoje. Notri je bila goba napolnjena z živalsko krvjo, ki je brizgala kri, ko so jo stiskali z vrvco. Prebrisanega župnika je papež takoj odstavil, začel proti njemu postopek javnega sojenja, da bi si podobnega prestopka ne upal nihče več ponoviti. Spoznali so namreč, do kam lahko privede človeka lakomnost, da bi se obogatila na račun preprostih vernikov. Od tod tudi pregovor omenjen v gornji zbadljivi paskvinati, češ da »papež Sikst ni hotel odpustiti niti Kristusu.« 

### Ocena
- Ranke pravi o njem:

»V nekaterih primerih je bil neizprosen, nad svojimi zakoni je čul s strogo in neusmiljeno odločnostjo; v splošnih določbah reda pa ga nahajamo krotkega, popustljivega in prizanesljivega. Od Siksta si niso mogli obetati njegovi sovražniki nič dobrega; lahko pa je računal na njegovo milost vsakdo, ki je bil z njim v dobrih odnosih. Od njegovih namenov ga od tega nič bolj kot to (dobri odnosi) ni moglo odvrniti.« 
- Z njim je odšel v grob eden največjih in najgenialnejših papežev, kar jih je sploh kdaj krasilo Petrov sedež. [54]
- S Sikstom V. je Apostolski sedež dosegel vrhunec notranje oblasti in ugleda v zunanji politiki, kakršnega že od davnaj nismo videli; vse od začetka svojega papeževanja je pokazal izredno sposobnost vladanja in neverjetno žilavost v delu; tako je v petih letih opravil delo, za katero bi jih bilo potrebnih petdeset. Tudi zategadelj se ga je prijel eden od njegovih ustreznih in resnično zasluženih vzdevkov: Posvečeni vihar. [46]
- Eno od velikih obdobij papeštva je bila vladavina Siksta V. Bil je velik mož z značilnostmi, ki so skupne velikim ljudem. Bil je pobožen, odločen, hiter in vztrajen v svojih dolžnostih. Nobena podrobnost mu ni ušla, nič ni bilo preveč nizkega za njegovo pozornost in resnično lahko rečemo, da je zapustil Rim, Cerkev in krščanstvo boljše kot jih je našel. Revna mladost ga je usposobila za boj z nasprotovanji, ga prečistila in okrepila. Papež je rad navajal rimskega cesarja Vespazijana, češ da mora vladar umreti stoje sredi dejavnosti; zdi se, da si je to resnično vzel k srcu, če upoštevamo njegove številne dosežke vse do smrti, ko je vladal 5 let, 4 mesce in 3 dni. Če pogledamo, kake velike reči je naredil v tem času, ni čudno, da tako izstopa: * On je napravil iz Rima baročno mojstrovino, pokazal tako odločnost v zatiranju razbojništva, podkupovanja in herezije, da ga po pravici imenujemo Železni papež; uvedel je reforme, ki trajajo vse do danes. Zapustil je Cerkev bolj trdno, učinkovito in bogato, kakor pa jo je našel; papeško državo je zapustil v močno izboljšanem stanju; zapustil je za seboj mnoge nadarbine: Vatikansko tiskarno, Vatikansko knjižnico in novo Lateransko palačo. Po nasilju, ki ga je s seboj prinesel protestaantovski upor, označuje vladavina Siksta V. vrhunec za Cerkev, papeški Rim in Petrov sedež. [55]

#### Axis in medietate signi
Malahijeva prerokba pravi o njem, da je Os sredi znamenja. (latinsko Axis in medietate ſigni.; angleško Axle in the midst of a sign.). Temu sledi razlaga, da Nosi v svojem grbu os sredi leva. (latinsko Qui axem in medio Leonis in armis gestat; angleško Who bears in his arms an axle in the middle of a lion.). To je pravzaprav neposreden opis grba Siksta V. Razlagajo tudi, da je Sikst V. v sredini od začetka prerokb do zadnjega papeža Petra Rimskega

## Slikovna zbirka
- Papež Sikst V. 
Obnovitelj in graditelj Rima (freska)
- Ponazoritev načina, na kateri je Domenico Fontana postavil 1586 Vatikanski obelisk 
bakrorez iz XVIII. st.
- Postavljanje obeliska na Trgu sv. Petra 1586
- Domenico Fontana postavlja obelisk na Trgu sv. Petra
 Giovanni Guerra (1540-1618) bakrorez
- Vodomet ob vznožju Lateranskega obeliska (načrtoval Fontana)
- Landini (1550-1596)
Doprsni kip Siksta V.
 Bode-Museum Berlin
- Sikst V. velja za enega največjih papežev
- Grb Siksta V. v Sikstinski kapeli